# Pronocera
Pronocera är ett släkte av skalbaggar. Pronocera ingår i familjen långhorningar.
Kladogram enligt Catalogue of Life:
| Pronocera | \| \| Pronocera angusta \| \| \| \| \| \| Pronocera sibirica \| \| \| \| |
|           | \| \| Pronocera angusta \| \| \| \| \| \| Pronocera sibirica \| \| \| \| |
|           | Pronocera angusta                                                        |
|           |                                                                          |
|           | Pronocera sibirica                                                       |
|           |                                                                          |